# Melissa Young
Melissa Young (* 29. Mai 1967 in Nebraska) ist eine US-amerikanische ehemalige Schauspielerin.

## Leben
Young spielte einige kleine Rollen in Filmen, wie etwa die Marla in Larry Brands Mystery-Thriller Die Fratze des Todes (1990), die Candy in Charles Jarrotts Fernsehfilm Lucy & Desi – Blick hinter die Kulissen (1991) und die Darlene in Larry Elikanns Fernsehzweiteiler Späte Leidenschaft (1991). Sie ist auch in etlichen Fernsehserien zu sehen, wie etwa in Unser lautes Heim (1991), Beverly Hills, 90210 (1992) und Star Trek: Deep Space Nine (1995). In letzterer Serie war sie in der Folge Unser Mann Bashir als die holografische Figur Caprice zu sehen. Seit 2010 trat sie nicht mehr als Schauspielerin in Erscheinung.

## Filmografie
- 1990: Ein Vater zuviel (My Two Dads, Fernsehserie, eine Folge)
- 1990: Die Fratze des Todes (Overexposed)
- 1990: Columbo: Schleichendes Gift (Uneasy Lies the Crown, Fernsehreihe)
- 1990: Bar Girls (Fernsehfilm)
- 1990: Mein Lieber John (Dear John, Fernsehserie, eine Folge)
- 1990: The New Adam-12 (Fernsehserie, eine Folge)
- 1991: Ein Mann, ein Colt, vier Kinder (Paradise, Fernsehserie, eine Folge)
- 1991: Lucy & Desi – Blick hinter die Kulissen (Lucy & Desi: Before the Laughter, Fernsehfilm)
- 1991: Chicago Soul (Fernsehserie, eine Folge)
- 1991: Unser lautes Heim (Growing Pains, Fernsehserie, 2 Folgen)
- 1991: Späte Leidenschaft (An Inconvenient Woman, Fernsehzweiteiler)
- 1992: FBI: The Untold Stories (Fernsehserie, eine Folge)
- 1992: Beverly Hills, 90210 (Fernsehserie, 2 Folgen)
- 1994: In der Hitze der Nacht (In the Heat of the Night, Fernsehserie, eine Folge)
- 1994: Absolutely Rose Street (Fernsehfilm)
- 1995: Burkes Gesetz (Burke′s Law, Fernsehserie, eine Folge)
- 1995: My Wildest Dreams (Fernsehserie, eine Folge)
- 1995: The George Carlin Show (Fernsehserie, eine Folge)
- 1995: Ein Strauß Töchter (Sisters, Fernsehserie, eine Folge)
- 1995: Star Trek: Deep Space Nine (Fernsehserie, Folge 4x10: Unser Mann Bashir)
- 1996: Tin Cup
- 1996: Lush Life (Fernsehserie, eine Folge)
- 1998: Spy Game (Fernsehserie, eine Folge)
- 2001: Reich und Schön (Fernsehserie)
- 2010: Freshman Father (Fernsehfilm)